# Peul du Niger centre-oriental
Le peul du Niger centre-oriental est une variété du peul parlée principalement au Niger.

## Utilisation
Cette langue est enseignée dans quelques écoles primaires expérimentales.
Il existe des émissions de radio et de télévision.
Certains de ses locuteurs parlent également haoussa, de nombreux mots d'emprunt venant d'ailleurs de cette langue.

## Reconnaissance légale
Le peul du Niger centre-oriental est reconnu en 1999 par l'article 3 de la Constitution du Niger.

## Dialectes
Il existe les dialectes du wodaabe et du leetugal,.

## Écriture
Le peul du Niger centre-oriental s'écrit grâce à l'alphabet latin.